# 井荻 (杉並区)
井荻（いおぎ）は、かつての東京都杉並区の地域。1889年（明治22年）の町制施行の際に、上井草、下井草、上荻窪、下荻窪の4村が合併して生まれた地名である。

## 住居表示
- 1932年、杉並区の発足で、従来の地名以外に、清水町、向井町、正保町、住吉町、今川町、井荻（現在の善福寺の一部と西荻北の一部）の町名が新しく作られた。井荻は井荻村の名を残すため、元町村長の内田秀五郎の地元の町名を井荻とした。
- 1964年に住居表示の実施によって井荻という地名はなくなった。

## 施設名等
- 現在は駅名、施設名に「井荻」が使われている。
  - 井荻駅
  - 井荻トンネル
  - 杉並区立井荻公園
  - 杉並区立井荻中学校
  - 杉並区立井荻小学校

## 出身・ゆかりのある人物
- 北昤吉（衆議院議員、多摩美術大学創立者） - 新潟県人で、井荻に居住していた。
- 坂本金彌（地主）[2]
- 坂本要之助[2]
- 横尾泥海男（俳優） - 井荻の自宅で死去。